# Oceanodroma
O género Oceanodroma agrupa três espécies de aves marinhas geralmente conhecidas como painhos, pertencentes à família Hydrobatidae.

## Espécies
- Painho-da-madeira — Oceanodroma castro (Harcourt, 1851)
- Painho-de-cauda-forcada — Oceanodroma leucorhoa (Vieillot, 1818)
- Painho-de-swinhoe — Oceanodroma monorhis (Swinhoe, 1867)
- Painho-de-monteiro — Oceanodroma monteiroi (Bolton et al., 2008)